# Taddeo Crivelli
Taddeo Crivelli , (Ferrare, entre 1420 et 1430 - Bologne, avant 1479) est un peintre italien enlumineur de la première Renaissance  actif entre 1451 et 1479.

## Biographie

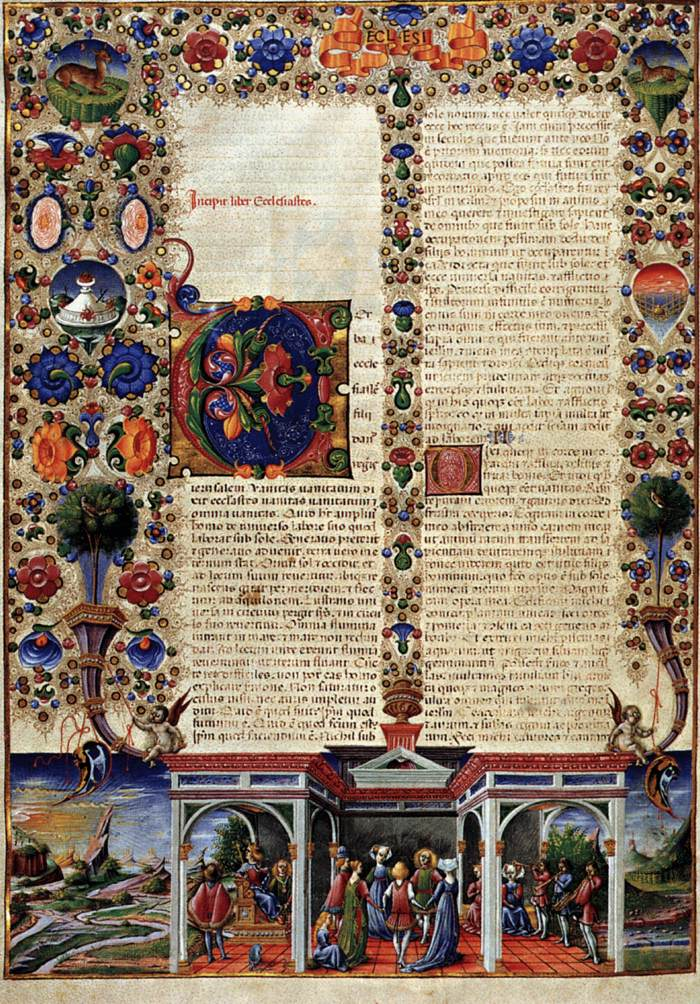
Première page de l'Ecclésiaste, Bible de Borso d'Este.

Taddeo Crivelli est le fils de Niccolò di Bongrazia, notaire de la ville de Ferrare et son grand-père assurait la même fonction, probablement originaires de Lombardie. Son activité d'enlumineur remonte à 1451 au service du duc Borso d'Este pour lequel il intervient également comme peintre de panneaux, même si aucun de ces derniers ne semble conservé. C'est à cette cour qu'il côtoie probablement Cosmè Tura et Michele Pannonio. De nombreux documents permettent de connaitre son activité qui semble prospère dans la ville. Il est à la tête d'un important atelier embauchant de nombreux collaborateurs ou servant d'intermédiaire pour d'autres artistes. Sa principale commande est la Bible de Borso d'Este, dont il est le principal maître d'œuvre mais auquel collaborent de nombreux artistes. 
Cependant, son activité semble instable, devant mettre en gage régulièrement les cahiers qui lui sont confiés pour enluminure. Sa situation devient particulièrement critique en 1471, date de la mort de son principal commanditaire, Borso d'Este. C'est alors qu'il se déplace à Bologne, pour bénéficier des commandes de Giovanni II Bentivoglio ou des nombreuses institutions ecclésiastiques de la ville. Deux de ses commandes sont achevées par Martino da Modena. Au même moment, il se lance dans une activité d'imprimeur et de graveur. Cependant, cela ne l'empêche pas de connaitre de nouvelles difficultés financières, faisant une nouvelle fois appel à des prêteurs sur gage. Sa dernière activité artistique est documentée en 1476.
Il est indiqué, dans un document bolognais de 1479 comme déjà mort. Marié à Margherita, il a eu quatre enfants : Bongrazia, Gerolamo, Giacomo Maria, et Lodovica. Cette dernière se marie en 1485 au peintre Lorenzo Costa.

## Œuvres

### Enluminure attribuées
- Livre d'heures pour Leonello d'Este, vers 1450, Bibliothèque Estense, Modène, α.G.9.24
- Commentaires sur l'Évangile de saint Jean, par Augustin d'Hippone, commandé par Domenico Malatesta Novello, février 1452, Bibliothèque Malatestiana, Cesena, Ms. D.III.3
- Querimonia, dédicacé à Borso d'Este, vers 1452-1459, Bibliothèque d'État de Bamberg, MS Msc. Class. 86[2]
- Bible de Borso d'Este, vers 1455-1461, en collaboration avec Franco dei Russi, Giorgio d'Alemagna, Guglielmo Giraldi et  Girolamo da Cremona, Biblioteca Estense, Modène.
- Livre d'heures, en collaboration avec Giorgio d'Alemagna, début des années 1460, Bibliothèque publique et universitaire de Bâle-Ville, Bâle, Cod. AN.VIII.45[3]
- Livre d'heures pour un membre de la famille Falletti, début des années 1460, Morgan Library and Museum, M.227[4]
- Missel pour un commanditaire ferrarais, 1 miniature de la crucifixion en pleine page, vers 1463, Morgan Library, M.518[5]
- Manuscrit du Decameron peint pour Teofilo Calcagnini, vers 1467, Bibliothèque Bodléienne, Oxford, MS. Holkham misc. 49[6]
- Incunable des épîtres de saint Jérôme édité par Giovanni Andrea Bussi à Rome le 13 décembre 1468, enluminé par Castellano Casali, 2 tomes, décoration des 2 premières pages, Musée Condé, XX-(3)-C-004/005
- Heures Galenghi-d'Este, pour Andrea Gualengo et Orsina d'Este, 21 miniatures en pleine page, en collaboration avec Guglielmo Giraldi, vers 1469, J. Paul Getty Museum, MS. LUDWIG IX 13[7]
- Diplôme de doctorat de Gaspare de Baldassare Fontana de l'université de Ferrare daté du 21 juin 1469, portrait du diplomé, Fondation Cini, Venise, inv.2123
- 11 livres de chœurs pour la Basilique San Petronio (Bologne), commandés par le camerlingue de la fabrique Galeazzo Marescotti, 1476, achevés par Martino da Modena et Domenico Pagliarolo, Museo diocesano di San Petronio (it), Bologne, Corale VI.98 et II.94

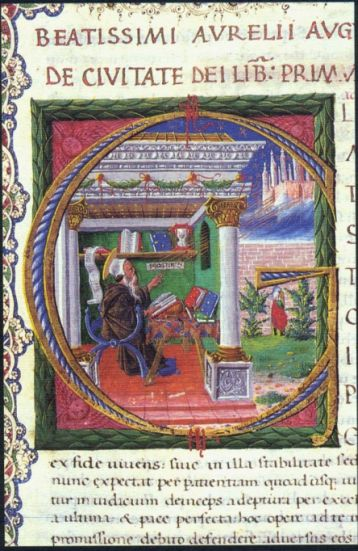
Lettrine du Commentaires sur l'Évangile de saint Jean de saint Augustin, Bibliothèque Malatestiana.
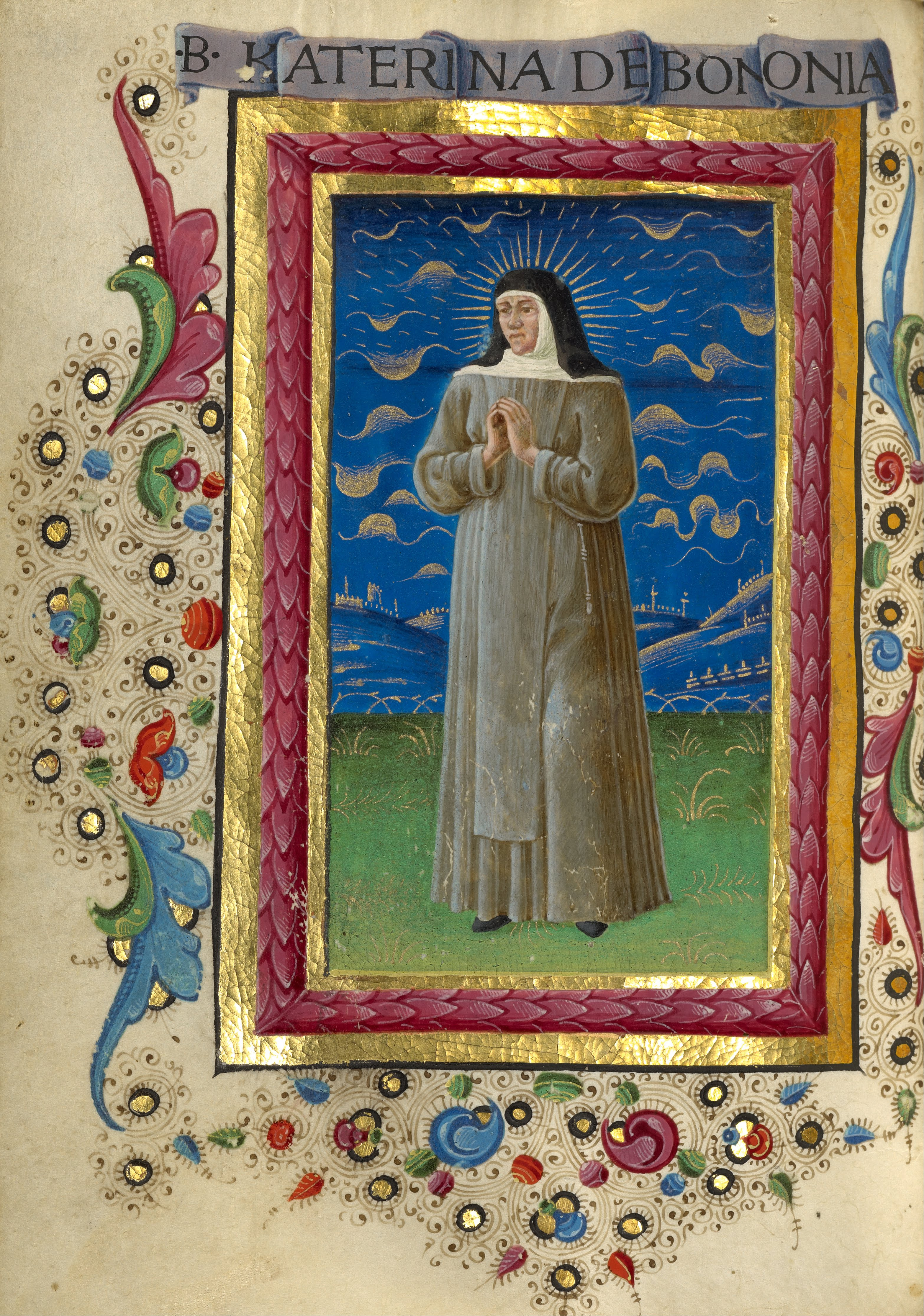
Sainte Catherine de Bologne, Heures Galenghi-d'Este, Getty Center.
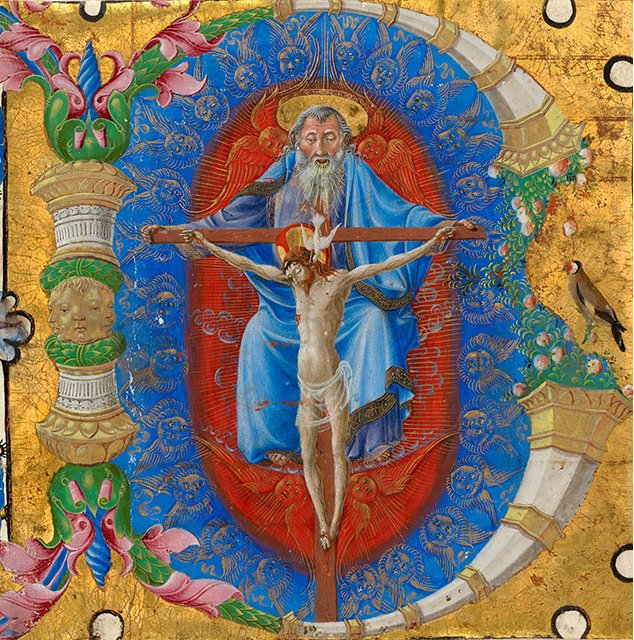
La Trinité, lettrine découpée, Getty Center.

### Enluminure découpée
- Lettrine B représentant la Trinité, extraite d'une graduel ferrarais, vers 1460-1470, Getty Center, Ms.88[8]

### Gravures attribuées
- Cosmographie de Ptolémée, avec 26 cartes gravées par Taddeo Crivelli, publiée à Bologne par Dominicus de Lappis en 1477[9].